# Patricia Hill Collins
Patricia Hill Collins (Filadelfia, 1 de mayo de 1948) es una socióloga estadounidense, profesora en la Universidad de Maryland. Fue directora del Departamento de Estudios Afroamericanos en la Universidad de Cincinnati, y presidente número 100 del Consejo de la Asociación Sociológica de Estados Unidos, siendo la primera mujer afroamericana en ocupar este puesto.
El trabajo de Collins se centra principalmente en feminismo y género en el marco de la comunidad afroamericana. Collins destacó especialmente por su libro Pensamiento feminista Negro: Conocimiento, Consciencia y Políticas de Empoderamiento (1990). Se le considera madre del llamado feminismo interseccional.

## Biografía
Collins nació en 1948 en Filadelfia, Pensilvania. Sus padres eran Albert Hill , un trabajador de fábrica y veterano de Segunda Guerra Mundial, y Eunice Randolph Hill, una secretaria; Collins no tuvo hermanos. Collins atendió la escuela pública en Filadelfia.
Después de obtener su pregrado en sociología en la universidad de Brandeis en 1969; se graduó de la Maestría en Pedagogía de las Ciencias Sociales en la Universidad de Harvard en 1970. De 1970 a 1976, trabajó como profesora y especialista en currículo en la escuela comunitaria St. Joseph en Roxbury, Boston. Entre 1976 y 1980 Collins ocupó el cargo de directora del Africana Center en la Universidad de Tufts . En Tufts, conoció a Roger L. Collins, un profesor de educación de la Universidad de Cincinnati, con quien se casó y tuvo una hija, Valerie L. Collins.
Collins terminó su doctorado en sociología en la Universidad Brandeis en 1984. Al mismo tiempo, Collins trabajó como una profesora asistente en la Universidad de Cincinnati. 
En 1990, Collins publicó su primer libro, Pensamiento feminista Negro: Conocimiento, Consciencia y Políticas de Empoderamiento. La décima edición con revisión fue republicada en 2000, posteriormente en 2009 fue traducida al coreano.

## Obras

### Libros
En 1990, Collins publicó el libro Pensamiento feminista Negro: Conocimiento, Consciencia y Políticas de Empoderamiento, en el que analizó la obra de tres de las más prestigiosas feministas representantes del feminismo negro: Angela Davis, Alice Walker y Audre Lorde. El análisis consideró una gran gama de fuentes, incluyendo ficción, poesía, música e historia oral. Este libro es el primero en incorporar literatura de y por autoras afroamericanas. La obra de Collins concluye con tres premisas centrales:
- Opresiones de raza/etnicidad, clase, género, sexualidad y nación/estado están cruzadas, mutuamente construyendo sistemas de poder. Collins utiliza el término "interseccionalidad," originalmente acuñado por Kimberlé Crenshaw, para referirse a esta superposiciones de formas múltiples de opresión.
- Las historias de intersección de las mujeres Negras son únicas, por esto ellas han creado perspectivas mundiales en pos de su necesidad de justicia social.
- Las experiencias de las intersecciones de los sistemas de opresión a los que las mujeres negras están expuestas proporcionan una ventana a estos procesos los que pueden ser útiles para otros individuos y grupos sociales.

En Pensamiento feminista Negro, Collins muestra como los estudios feministas negros lograron posicionar dos temas muy importantes para las mujeres negras trabajadoras. Primero, el sistema remunerado en que las mujeres Negras trabajan esta está organizado bajo fuerzas de opresión que se interceptan, como son raza, clase, y género.": 45  Segundo, A pesar de que estas mujeres han huido de trabajo doméstico en casas particulares, ellas continúan trabajando en trabajos con sueldos que son mínimamente remunerados. Además Collins agrega "es preocupante como el trabajo doméstico no-remunerado de las mujeres negras es limitante y empoderante al mismo tiempo" para ellas esto es también extremadamente importante.: 46  Collins enfatiza este punto señalando que las mujeres negras ven el trabajo doméstico no-remunerado como un método de resistencia a la opresión más que un método de manipulación de los hombres.
En 1992 publica Raza/etnicidad, Clase y Género: Una Antología. esta fue una colaboración con Margaret Andersen, aquí Collins ayudó editar una recopilación de ensayos sobre raza/etnicidad, clase y género. El libro es ampliamente reconocido por haber pavimentado el camino en las áreas de raza/etnicidad, clase y estudios de género así como el uso del concepto "interseccionalidad". Los ensayos incluidos cubren una variedad de temas, de tendencias históricas y sus efectos a largo plazo, también su trabajo con los estereotipos de las minorías que son continuamente proyectados y reproducidos por los medios de comunicación. La sexta edición fue publicada en 2007.
Collins publicó un tercer libro Luchando las Palabras: Mujeres Negras y la búsqueda de Justicia en 1998. Luchando las palabras se centra en mujeres Negras han afrontado las injusticias dentro de sus propias comunidades Negras. Esta idea es un desarrollo de su libro anterior donde propone el concepto de "outsiders inside"(un otro que es extranjero pero a la vez miembro del grupo). Aquí examina como este "otro" (outsider) resististe la perspectiva de la mayoría, mientras simultáneamente empuja y propone nuevas perspectivas para lidiar con la injusticias sociales que existen. Collins también nota qué reconociendo las teorías sociales de los grupos oprimidos es importante porque sus experiencias diferentes nos dan nuevos ángulos al momento de lidiar con derechos humanos e injusticia. Esto no ha sido siempre el caso porque como ella señala, "las élites son las que poseen el poder de legitimar el conocimiento que también ellos definen como teoría y así pasa a ser universal, normativo, e ideal". Luchando las palabras busca explorar como es que las mujeres Negras pueden pasar de tener simplemente "pensamientos" a ser las que creen las  "teorías".
Su siguiente libro Política Sexual Negra: Afroamericanos, Género, y el Racismo renovado, publicado en 2004. Este libro trabaja sobre la base que racismo y heterosexismo están interconectados y que los ideales de belleza han sido creados para oprimir a los hombres y mujeres Afroamericanos no importando si ellos son homo-, bi- o heterosexuales. Collins afirma que las personas tienen que examinar la intersección de raza/etnia, clase, y género, y que mirando en cada asunto por separado inevitablemente nos hace perder una gran parte del problema. Su argumento para resistir la creación de tales funciones de género estrechas requiere acción en niveles individuales y comunitarios, y reconociendo éxito en áreas fuera de las típicamente respetadas por americanos, como dinero o belleza. Collins también explica que el éxito de la resistencia de los Afroamericanos va de la mano con parar la opresión hacia las mujeres y la comunidad LGBT. La política Sexual negra ganó una importante distinción por la Asociación Sociológica americana.
En 2006 Collins público Desde el Poder Negro al Hip Hop: Racismo, Nacionalismo, y Feminismo. En este libro ella examina la relación entre nacionalismo negro, feminismo y mujeres en la generación hip-hop. El libro es una recopilación de sus múltiples ensayos, escritos a través de los años. Collins examina el prejuicio que existe hoy, el cual ella llama "racismo renovado,"  al mismo tiempo explora ideas viejas sobre qué es racismo es y como esto impide a la sociedad de reconocer y reparar los malos accionares que todavía existen. La autora explora una gama de ejemplos, desde identidad americana, pasando por la maternidad, hasta el retrato femenino del hip-hop. Siguiendo el Movimiento de Derechos Civiles, Collins argumenta: " hubo un cambio de un no-veo-color-racismo que se enfocaba en la segregación racial estricta a un según parece no-veo-color-racismo que prometió igualdad de oportunidades pero que fallo en abrir avenidas de avance duradero para la comunidad Afroamericana".
En 2009, se publicó Otra Clase de Educación Pública: Raza/etnicidad, Escuelas, los Medios de comunicación y Posibilidades Democráticas, aquí Collins anima a sus lectores a ser más conscientes y a prevenir la discriminación institucional contra jóvenes y niños Afroamericanos, que son los que más sufren en el sistema de educación público. Collins asegura que el que el sistema de educación está influenciado por los medios de comunicación, esto la lleva a examinar el racismo como sistema del poder que impide que la educación y la democracia puedan lograr todo su potencial.
Collins co-edita junto con John Solomos El Manual de Raza/etnicidad y Estudios Étnicos (2010), y que fue publicado en 2012 En Activismo Intelectual.

## Honores
Collins ha sido altamente aclamada y reconocida como una de las más importantes teóricas sociales. Sus más de 40 artículos y ensayos han sido publicados en una amplia gama de áreas, incluyendo filosofía, historia, psicología, y más notablemente sociología.
- Premio Facultativa del Año en la Universidad de Cincinnati (1991)[1]
- Premio C. Wright Mills por la primera edición del Pensamiento feminista Negro (1991)[2]
- Distinción: premio a la publicación de su libro "Pensamiento feminista Negro" por la Asociación para las Mujeres en Psicología (1991)[1]
- Premio Letitia Woods Brown, Libro Conmemorativo otorgado por la Asociación de Historiadores de Mujeres Negras por su libro Pensamiento feminista Negro (1991)[1]
- Premio para Servicio Excepcional prestado al alumnado Afroamericano en la Universidad de Cincinnati (1993)[1]
- Premio de Bernard del Jessie por la Asociación Sociológica americana para la contribución significativa en el área de Género (1993)[2]
- Asignada con la cátedra Charles Phelps Taft Profesor de Sociología por la Universidad de Cincinnati. Collins sería la primera Afroamericana y la segunda mujer,  en ocupar esta posición (1996).[10]
- Estatus de Profesor Emeritus en la Universidad de Maryland (2005)[1]
- Profesor Universitario distinguida por la Universidad de Maryland (2006)[11]
- Asociación Sociológica americana Premio de Libro destacado para su libro Política Sexual Negra (2007)[12][13]
- Premio Morris Rosenberg por su labor de Tutora en la Universidad de Maryland (2009)[1]
- Premio a la Labor Académica de la Escuela de Educación de la Universidad de Harvard (2011)[14]
- Premios Joseph B. Y Toby Gittler por sus contribuciones a las relaciones raciales y étnicas en la Universidad de Brandeis (2012)[15]